# Enrico XXIV di Reuss-Ebersdorf
Enrico XXIV di Reuss-Ebersdorf (Ebersdorf, 22 gennaio 1724 – Ebersdorf, 13 maggio 1779) fu conte di Reuss-Ebersdorf dal 1747 alla propria morte.

## Biografia

### Infanzia

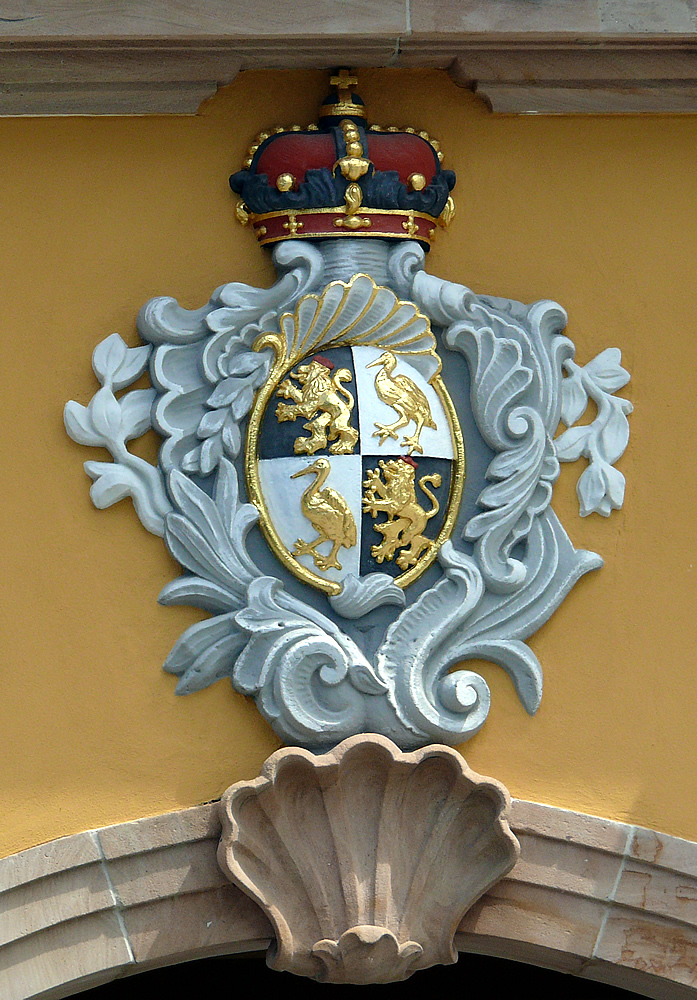
Lo stemma dei Reuss-Ebersdorf a Gera

Enrico era il figlio maggiore dei tredici di Enrico XXIII di Reuss-Ebersdorf e di sua moglie, Sofia Teodora di Castell-Remlingen. Egli succedette al padre alla morte di questi nel 1747.
Mentre i genitori si erano dimostrati strenui sostenitori della chiesa di Moravia, Enrico XXIV fu uno dei fautori in patria del pietismo e pertanto egli concesse ampi spazi a questa dottrina proprio in Ebersdorf.

### Matrimonio
Il 28 giugno 1754 a Thurnau Enrico XXIV sposò Carolina Ernestina di Erbach-Schönberg, figlia del conte Giorgio Augusto. La coppia ebbe sette figli. 
Per via del matrimonio della sua prima figlia Augusta, egli fu bisnonno della regina Vittoria d'Inghilterra.

### Morte

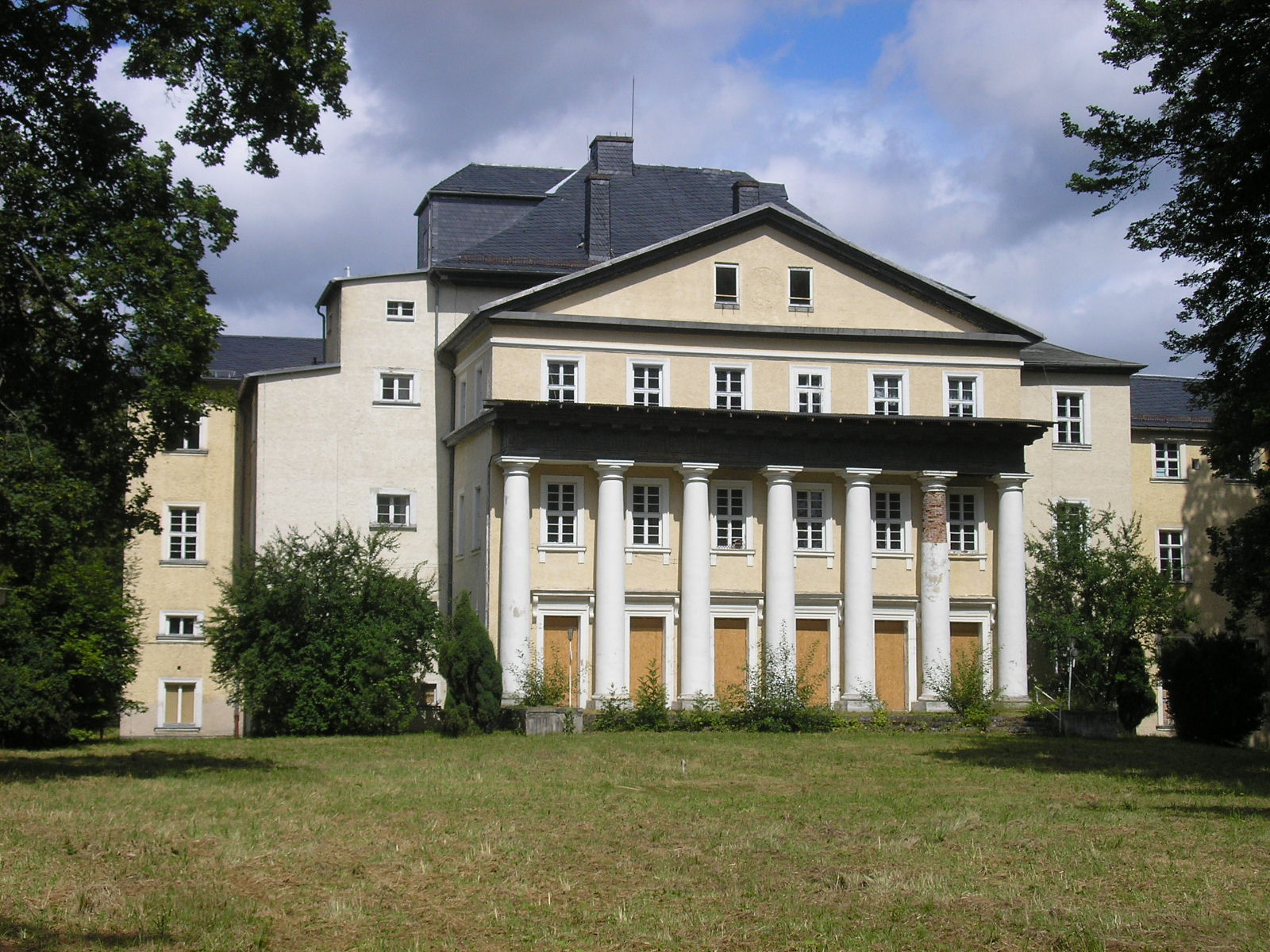
Ebersdorf

Il conte Enrico XXIV morì il 13 maggio 1779 a Ebersdorf.

## Discendenza
Dal matrimonio tra Enrico XXIV e Carolina Ernestina di Erbach-Schönberg nacquero:
- Enrico XLVI, Conte Reuss di Ebersdorf (Ebersdorf, 14 maggio 1755 - Ebersodrf, 18 aprile 1757).
- Contessa Augusta Carolina Sofia Reuss di Ebersdorf (Ebersdorf, 9 gennaio 1757 - Coburgo, 16 novembre 1831); creata Principessa di Reuss-Ebersdorf (tedesco: Fürstin Reuß zu Ebersdorf) il 9 aprile 1806; sposò il 13 giugno 1777 il Duca Francesco di Sassonia-Coburgo-Saalfeld.
- Contessa Luisa Cristina Reuss di Ebersdorf (Ebersdorf, 2 giugno 1759 - Lobenstein, 5 dicembre 1840); creata Principessa Reuss di Ebersdorf (tedesco: Fürstin Reuß zu Ebersdorf) il 9 aprile 1806; sposò il 1º giugno 1781 il Principe Enrico XLIII di Reuss-Köstritz.
- Enrico LI, Principe di Reuss-Ebersdorf (Ebersdorf, 16 maggio 1761 - Ebersdorf, 10 luglio 1822); creato Principe Reuss di Ebersdorf (tedesco: Fürst Reuß zu Ebersdorf) il 9 aprile 1806.
- Contessa Ernestina Ferdinanda Reuss di Ebersdorf (Ebersdorf, 28 aprile 1762 - Ebersdorf, 19 maggio 1763).
- Enrico LIII, Conte Reuss di Ebersdorf (Ebersdorf, 24 maggio 1765 - Ebersdorf, 28 giugno 1770).
- Contessa Enrichetta Reuss di Ebersdorf (Ebersdorf, 9 maggio 1767 - Coburgo, 3 settembre 1801); sposò il 4 luglio 1787 Emich Karl, II Principe di Leiningen-Dagsburg-Hartenburg.

## Ascendenza
|                                                      |                                                 |                                                                 | Genitori                                                    |  |  | Nonni |  |  | Bisnonni                                 |  |  | Trisnonni                            |  |
|                                                      |                                                 |                                                                 |                                                             |  |  |       |  |  | Heinrich X, I signore di Reuß-Lobenstein |  |  | Heinrich II, II signore di Reuß-Gera |  |
|                                                      |                                                 |                                                                 |                                                             |  |  |       |  |  | Heinrich X, I signore di Reuß-Lobenstein |  |  | Heinrich II, II signore di Reuß-Gera |  |
|                                                      |                                                 | contessa Magdalene von Schwarzburg-Rudolstadt                   |                                                             |  |  |       |  |  | Heinrich X, I signore di Reuß-Lobenstein |  |  |                                      |  |
| Heinrich X, I conte di Reuß-Ebersdorf                |                                                 |                                                                 |                                                             |  |  |       |  |  | Heinrich X, I signore di Reuß-Lobenstein |  |  |                                      |  |
|                                                      |                                                 | contessa Marie Sibylle zu Reuß-Obergreiz                        | Heinrich IV, I signore di Reuß-Obergreiz                    |  |  |       |  |  |                                          |  |  |                                      |  |
|                                                      |                                                 | contessa Marie Sibylle zu Reuß-Obergreiz                        | Heinrich IV, I signore di Reuß-Obergreiz                    |  |  |       |  |  |                                          |  |  |                                      |  |
|                                                      |                                                 | contessa Marie Sibylle zu Reuß-Obergreiz                        | contessa Juliane Elisabeth von Salm-Neufville               |  |  |       |  |  |                                          |  |  |                                      |  |
| Heinrich XXIX, II conte di Reuß-Ebersdorf            |                                                 | contessa Marie Sibylle zu Reuß-Obergreiz                        |                                                             |  |  |       |  |  |                                          |  |  |                                      |  |
|                                                      |                                                 | Johann Friedrich, II conte zu Solms-Baruth-Wildenfels           | Johann Georg II, I conte di Solms-Baruth-Wildenfels         |  |  |       |  |  |                                          |  |  |                                      |  |
|                                                      |                                                 | Johann Friedrich, II conte zu Solms-Baruth-Wildenfels           | Johann Georg II, I conte di Solms-Baruth-Wildenfels         |  |  |       |  |  |                                          |  |  |                                      |  |
|                                                      |                                                 | Johann Friedrich, II conte zu Solms-Baruth-Wildenfels           | contessa Anna Maria zu Erbach-Fürstenau                     |  |  |       |  |  |                                          |  |  |                                      |  |
| contessa Erdmuthe Benigna zu Solms-Baruth-Wildenfels |                                                 | Johann Friedrich, II conte zu Solms-Baruth-Wildenfels           |                                                             |  |  |       |  |  |                                          |  |  |                                      |  |
|                                                      |                                                 | contessa Benigna von Promnitz                                   | Siegmund Seyfried von Promnitz, IV principe di Pleß         |  |  |       |  |  |                                          |  |  |                                      |  |
|                                                      |                                                 | contessa Benigna von Promnitz                                   | Siegmund Seyfried von Promnitz, IV principe di Pleß         |  |  |       |  |  |                                          |  |  |                                      |  |
|                                                      |                                                 | contessa Benigna von Promnitz                                   | contessa Katharina Elisabeth von Schönburg-Lichtenstein     |  |  |       |  |  |                                          |  |  |                                      |  |
| Heinrich XXIV, III conte di Reuß-Ebersdorf           |                                                 | contessa Benigna von Promnitz                                   |                                                             |  |  |       |  |  |                                          |  |  |                                      |  |
|                                                      | Wolfgang Georg I, II conte di Castell-Remlingen | Wolfgang II, I conte di Castell-Remlingen                       |                                                             |  |  |       |  |  |                                          |  |  |                                      |  |
|                                                      | Wolfgang Georg I, II conte di Castell-Remlingen | Wolfgang II, I conte di Castell-Remlingen                       |                                                             |  |  |       |  |  |                                          |  |  |                                      |  |
|                                                      | Wolfgang Georg I, II conte di Castell-Remlingen | contessa Juliana zu Hohenlohe-Neuenstein                        |                                                             |  |  |       |  |  |                                          |  |  |                                      |  |
| Wolfgang Dietrich, III conte di Castell-Remlingen    | Wolfgang Georg I, II conte di Castell-Remlingen |                                                                 |                                                             |  |  |       |  |  |                                          |  |  |                                      |  |
|                                                      |                                                 | contessa Sophie Juliane von Hohenlohe-Pfedelbach                | Ludwig Eberhard, I conte di Hohenlohe-Waldenburg-Pfedelbach |  |  |       |  |  |                                          |  |  |                                      |  |
|                                                      |                                                 | contessa Sophie Juliane von Hohenlohe-Pfedelbach                | Ludwig Eberhard, I conte di Hohenlohe-Waldenburg-Pfedelbach |  |  |       |  |  |                                          |  |  |                                      |  |
|                                                      |                                                 | contessa Sophie Juliane von Hohenlohe-Pfedelbach                | contessa Dorothea zu Erbach                                 |  |  |       |  |  |                                          |  |  |                                      |  |
| contessa Sofie Theodora zu Castell-Remlingen         |                                                 | contessa Sophie Juliane von Hohenlohe-Pfedelbach                |                                                             |  |  |       |  |  |                                          |  |  |                                      |  |
|                                                      |                                                 | Maximilian Erasmus, I conte di Zinzendorf-Pottendorf            | Otto Heinrich, VII signore di Zinzendorf-Pottendorf         |  |  |       |  |  |                                          |  |  |                                      |  |
|                                                      |                                                 | Maximilian Erasmus, I conte di Zinzendorf-Pottendorf            | Otto Heinrich, VII signore di Zinzendorf-Pottendorf         |  |  |       |  |  |                                          |  |  |                                      |  |
|                                                      |                                                 | Maximilian Erasmus, I conte di Zinzendorf-Pottendorf            | baronessa Anna Apollonia von Zelking                        |  |  |       |  |  |                                          |  |  |                                      |  |
| contessa Dorothea Renata von Zinzendorf-Pottendorf   |                                                 | Maximilian Erasmus, I conte di Zinzendorf-Pottendorf            |                                                             |  |  |       |  |  |                                          |  |  |                                      |  |
|                                                      |                                                 | baronessa Anna Amalie von Dietrichstein-Hollenburg-Finckenstein | Christian, I conte di Dietrichstein-Hollenburg-Finckenstein |  |  |       |  |  |                                          |  |  |                                      |  |
|                                                      |                                                 | baronessa Anna Amalie von Dietrichstein-Hollenburg-Finckenstein | Christian, I conte di Dietrichstein-Hollenburg-Finckenstein |  |  |       |  |  |                                          |  |  |                                      |  |
|                                                      |                                                 | baronessa Anna Amalie von Dietrichstein-Hollenburg-Finckenstein | Maria Elisabeth Khevenhüller, baronessa di Aichelberg       |  |  |       |  |  |                                          |  |  |                                      |  |
|                                                      |                                                 | baronessa Anna Amalie von Dietrichstein-Hollenburg-Finckenstein |                                                             |  |  |       |  |  |                                          |  |  |                                      |  |